# マヴラ
『マヴラ』（Мавра、Mavra）は、イーゴリ・ストラヴィンスキーによってロシア語で書かれた1幕のオペラ・ブッファ。
プーシキンの韻文物語「コロムナの家」（Домик в Коломне、1830年）を元にボリス・コフノが台本を書き、1921年から翌年にかけて作曲された。1922年6月3日にパリのオペラ座でバレエ・リュスによって初演された。
ストラヴィンスキー自身はこの曲をワーグナーの楽劇やロシア5人組に代表される国民楽派から離れてグリンカやチャイコフスキーの立場に立つ重要な作品として位置づけていたが、一般に評判は芳しくなく、上演される機会は少ない。
リチャード・タラスキンやウォルシュによれば、ストラヴィンスキーの新古典主義音楽は『マヴラ』に始まる。

## 作曲の経緯
1921年にストラヴィンスキーは国民楽派とは異なるロシア音楽の側面であるイタリアからの影響を復活させたオペラ・ブッファを書く計画を立てた。原作としてプーシキンの「コロムナの家」を選び、ディアギレフは自分の個人的な秘書だったボリス・コフノを台本作家として選んだ。もともとはバレエ・リュスによる『眠れる森の美女』の前座として公演される予定だったというが、タラスキンはこの説を疑う。1921年の夏から翌年春にかけて、南西フランスのアングレットおよびビアリッツで作曲された。
『マヴラ』はプーシキン・グリンカ・チャイコフスキーの思い出に献呈されている。
タラスキンによると、『マヴラ』の音楽には当時パリにあった蝙蝠座(Le Théâtre de la Chauve-Souris à Moscou)というロシア人向けのキャバレーの音楽の影響がある。

## あらすじ
フランスのシャルル10世の時代、とあるロシアの町にある中産階級の家。娘のパラシャに対して軽騎兵ワシーリーは窓から言いよるが、家には母親がいるために自由に会うことができない。
母親は、最近死んだ料理人のかわりを探している。そこで、母親と隣人が紅茶を飲んでいる間にパラシャはこっそり軽騎兵を部屋にあげ、女装させて料理人にしたてあげる。女装した軽騎兵はマヴラという名を自称する。
パラシャとマヴラはふたりきりになると、片付けをしながら愛しあう。母親とパラシャが散歩に行き、ひとり残されたマヴラはこの間にひげを剃っておこうとする。そこへ母親が突然帰ってきて男であることがばれ、窓から逃げだす。

## 編成
フルート3（ピッコロ持ち替え）、オーボエ2、コーラングレ、クラリネット2、小クラリネット、ファゴット2、ホルン4、トランペット4、トロンボーン3、チューバ、ティンパニ、第一ヴァイオリン1、第二ヴァイオリン1、ヴィオラ1、チェロ3、コントラバス3。
弦楽器が9人しかいないのに対して管楽器が23人という特殊な編成になっており、このために管楽器が非常に目立って聞こえる。管楽器の偏重は『管楽器のための交響曲』(1920)、『八重奏曲』(1923)、『ピアノと管楽器のための協奏曲』(1924)などと共通する。
演奏時間は約25分。
序曲と以下の13曲から構成される。レチタティーヴォはなく、対話部分は朗唱される。
1. パラシャのアリア
2. 軽騎兵のジプシーの歌
3. 母親とパラシャの対話
4. 母親のアリア
5. 母親と隣人の対話
6. 母親と隣人の二重唱
7. 母親、隣人、パラシャ、マヴラの対話
8. 母親、隣人、パラシャ、マヴラの四重唱
9. 母親、隣人、パラシャ、マヴラの対話
10. パラシャとマヴラの二重唱
11. 母親、パラシャ、マヴラの対話
12. マヴラのアリア
13. コーダ

## 初演と反響
『マヴラ』は、1922年6月3日にパリ・オペラ座で初演された。初演のスタッフと配役は以下のとおり。
- 演出：ブロニスラヴァ・ニジンスカ
- 美術：レオポルド・シュルヴァージュ（英語版）[13]
- 指揮：グジェゴシュ・フィテルベルク
- パラシャ（ソプラノ）：オーダ・スロボドスカヤ (英語版)
- 軽騎兵（テノール）：ステファン・ベリナ＝スクピエフスキ (ポーランド語版)
- パラシャの母親（コントラルト）：ゾヤ・ロソフスカ
- 隣人（メゾソプラノ）：エレナ・サドヴェン

美術に関してはひと悶着あり、本来は『眠りの森の美女』の美術を担当したレオン・バクストが『マヴラ』も担当することになっていて、このためにバクストはすでにデザインを行っていたが、ディアギレフが約束を破って若いキュビストのシュルヴァージュを選んだためにバクストは怒り、ディアギレフと絶交した（バクストは2年後の1924年に没した）。
初演で『マヴラ』は同様に4人の登場人物による『きつね』、および過去の2つのバレエ作品である『ペトルーシュカ』と『春の祭典』とともに上演された。輝かしい管弦楽法を駆使した過去のバレエ曲に比べて室内楽的な『マヴラ』は見劣りし、オペラ座は小規模な『マヴラ』のためには広すぎた。このオペラは一般には完全な失敗作と見なされた。『春の祭典』にようやく慣れてきたパリの聴衆は、それとは全く異なる調性的なイタリア風の『マヴラ』の音楽に困惑した。
それまでストラヴィンスキーを支持していたエミール・ヴュイエルモズのような批評家やモーリス・ラヴェルも『マヴラ』を批判した。これに対して少数派ではあるがプーランクらは『マヴラ』を擁護している。
翌1923年『結婚』が上演されると、観客は再び斬新なストラヴィンスキーが帰ってきたと喜び、『マヴラ』の存在は忘れられていった。しかし実際には『結婚』はスイス時代の1917年に基本的な作曲を終えた過去の曲であり、ストラヴィンスキーの興味はすでに別の方向に移っていた。
失敗にもかかわらず、ストラヴィンスキー本人は『自伝』や『音楽の詩学』などで何度もこの作品の重要性を強調している。

## 編曲
『マヴラ』冒頭のパラシャのアリアは、しばしば独立した歌曲として「ロシアの歌」または「ロシアの乙女の歌」の題で歌われる。1937年にサミュエル・ドゥシュキンとストラヴィンスキーによってヴァイオリンとピアノ用に編曲された。ほかにディミトリー・マルケヴィチとストラヴィンスキーによるチェロとピアノのための編曲がある。